# Fredriksgatan

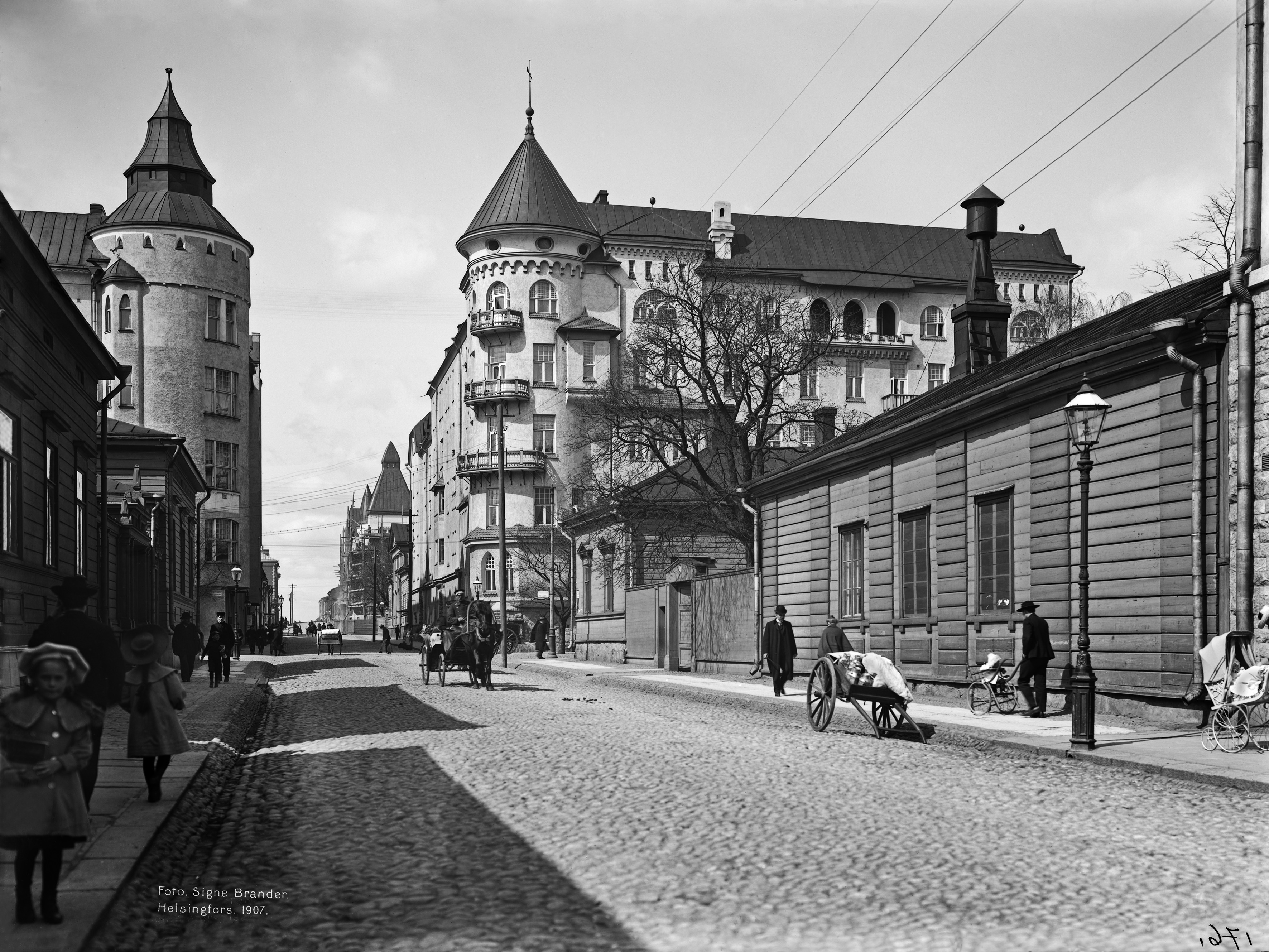
Fredriksgatan 37 och 39, 1907. Foto: Signe Brander

Fredriksgatan (finska: Fredrikinkatu) är en gata i Helsingfors, som sträcker mellan Femkanten i stadsdelen Rödbergen och Tempelplatsens kyrka Luthergatan i Främre Tölö. 
Gatan fick sitt namn 1836, troligen efter landshövdingen Fredrik Stjernvall, men möjligen också efter Johan Fredrik Aminoff. Till en början sträckte sig gatan bara från Stora Robertsgatan till Eriksgatan, men senare när stadsområdet utökades, förlängdes den i båda ändarna.
Vid gatan ligger bland annat Skyddspolisens huvudkontor från 1888 och Tennispalatset från 1937. Fredriksgatan är enkelriktad i större delen av sin sträckning.
Gatan trafikeras av spårvagnar.

## Bildgalleri

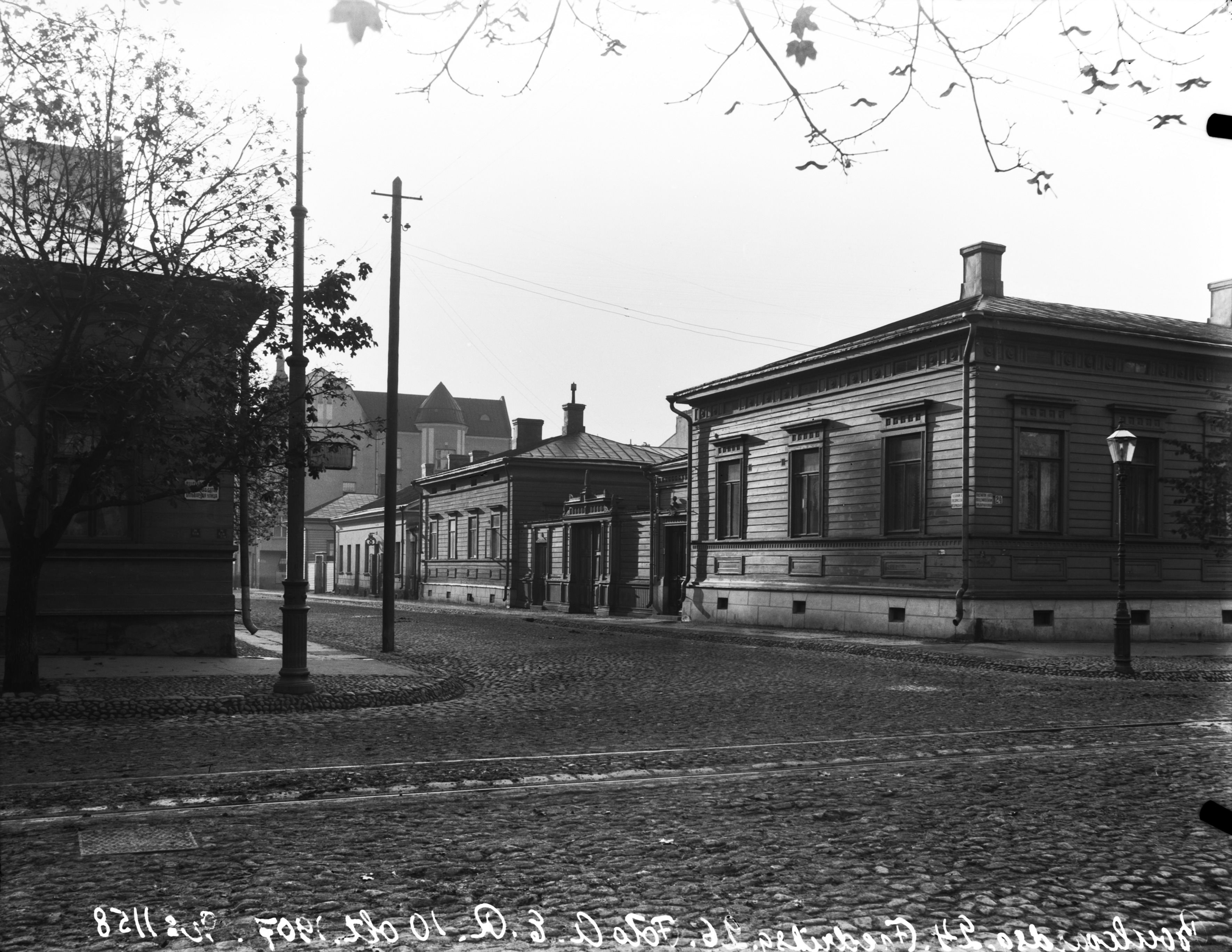
Vy från Bulevarden mot Fredriksgatan, till höger Fredriksgatan 26/Bulevarden 24, 1907. Foto: Alfred Edvard Rosenbröijer.
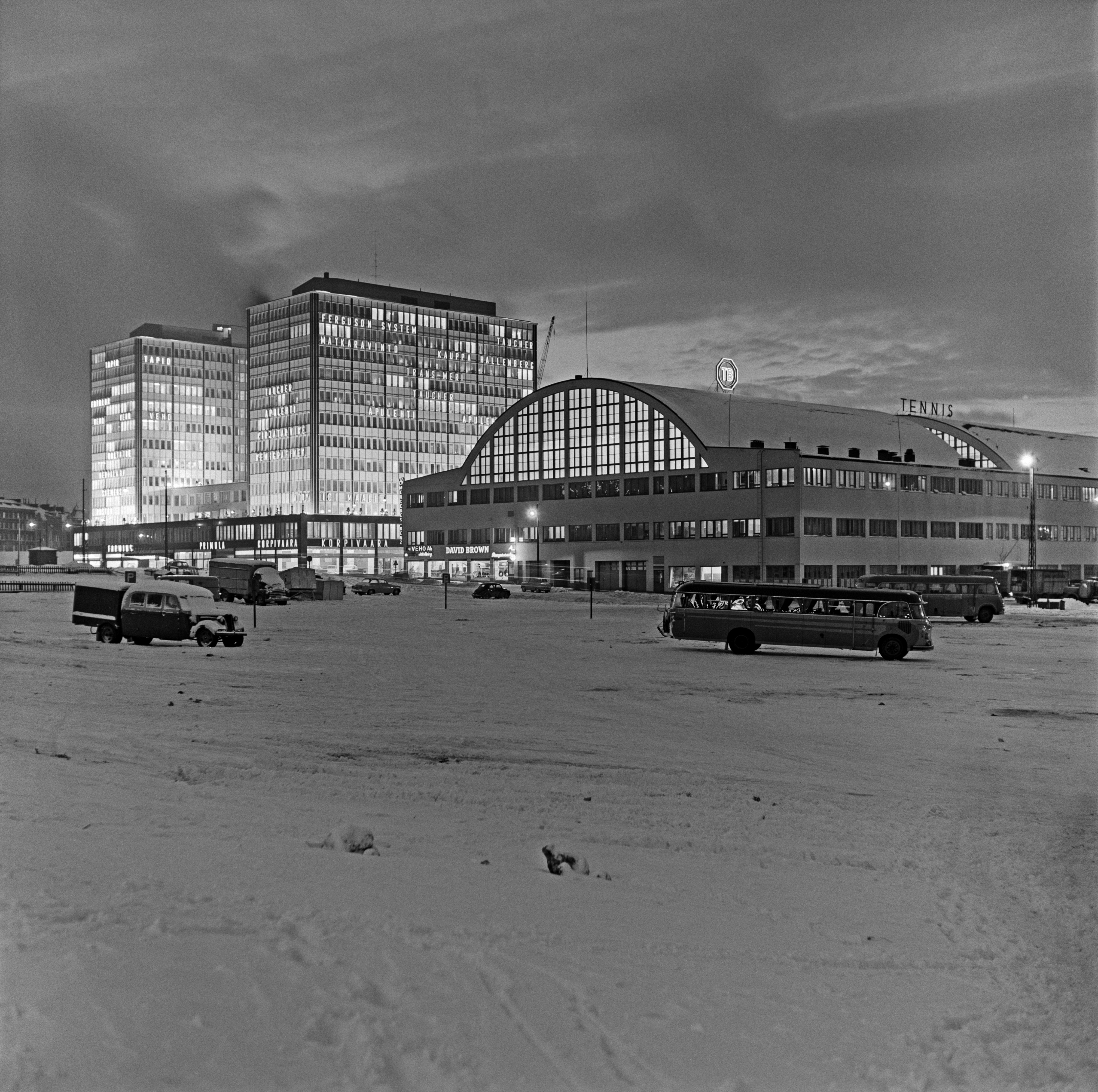
Tennispalatset, Fredriksgatan 50, 52 och 65, Salomonsgatan 15 och 17, 1958
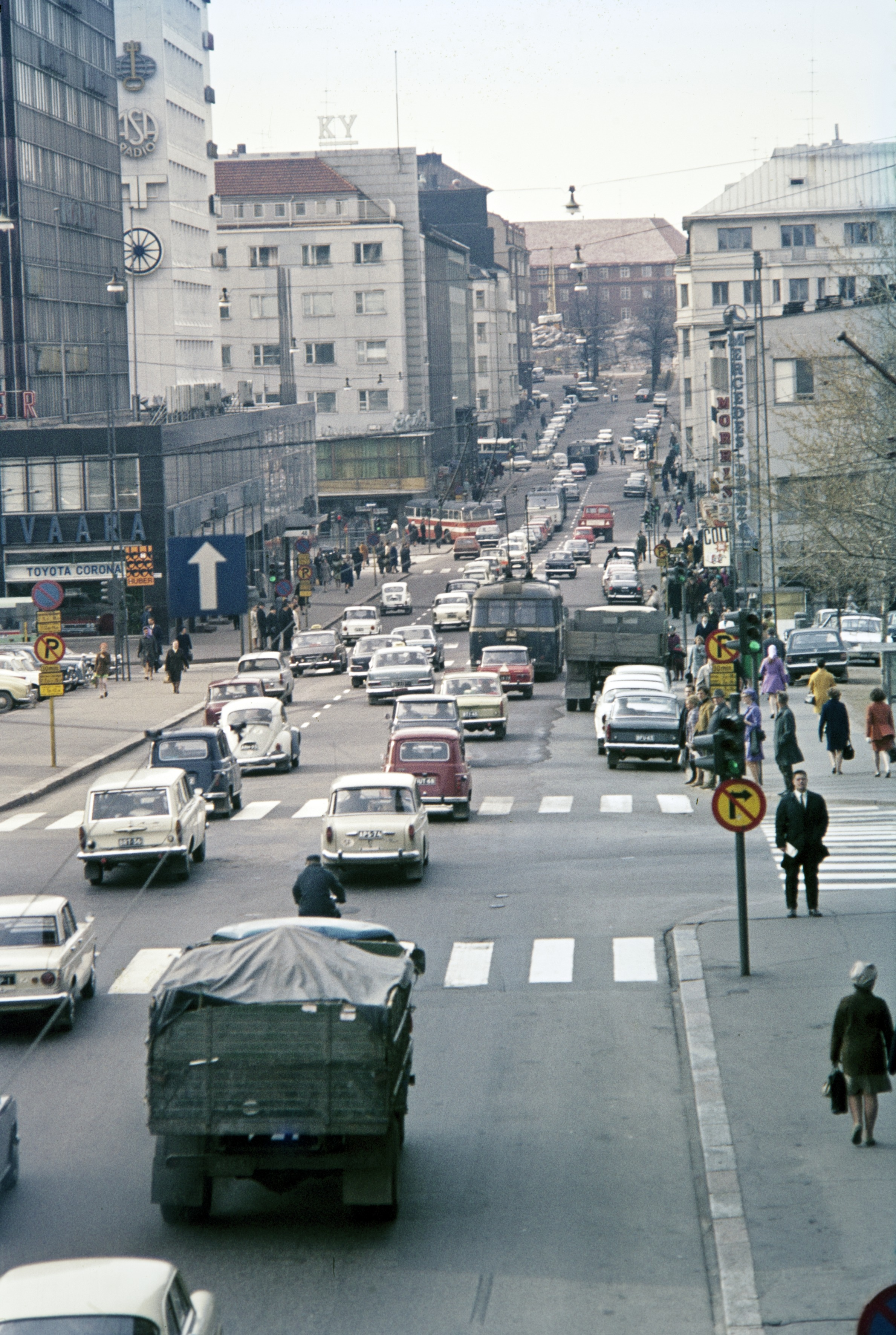
Korsningen Fredriksgatan och Kampengatan (från 1980 Urho Kekkonens gata), 1960
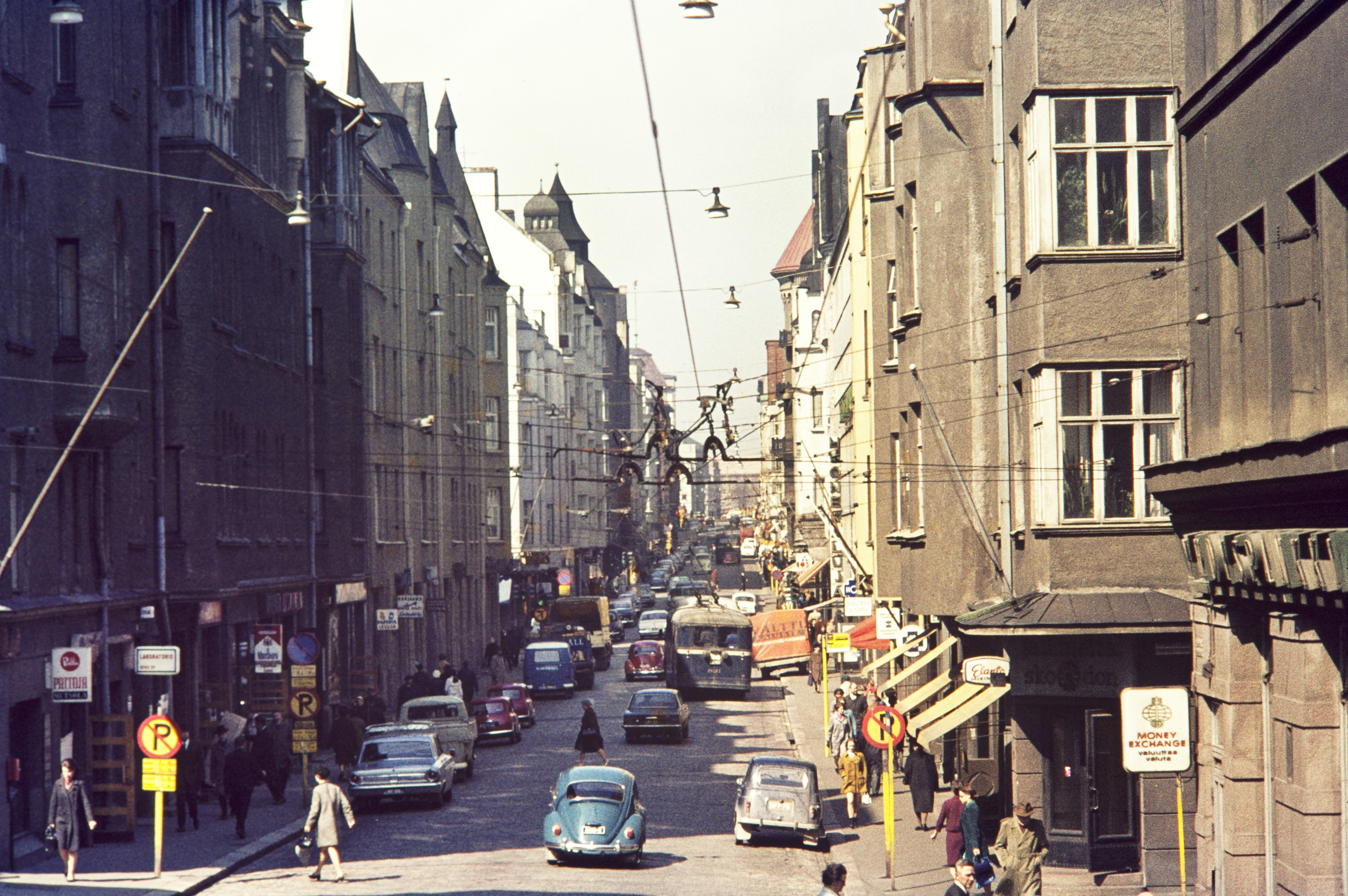
Fredriksgatan 25 och 27, samt 20 och 22, 1960
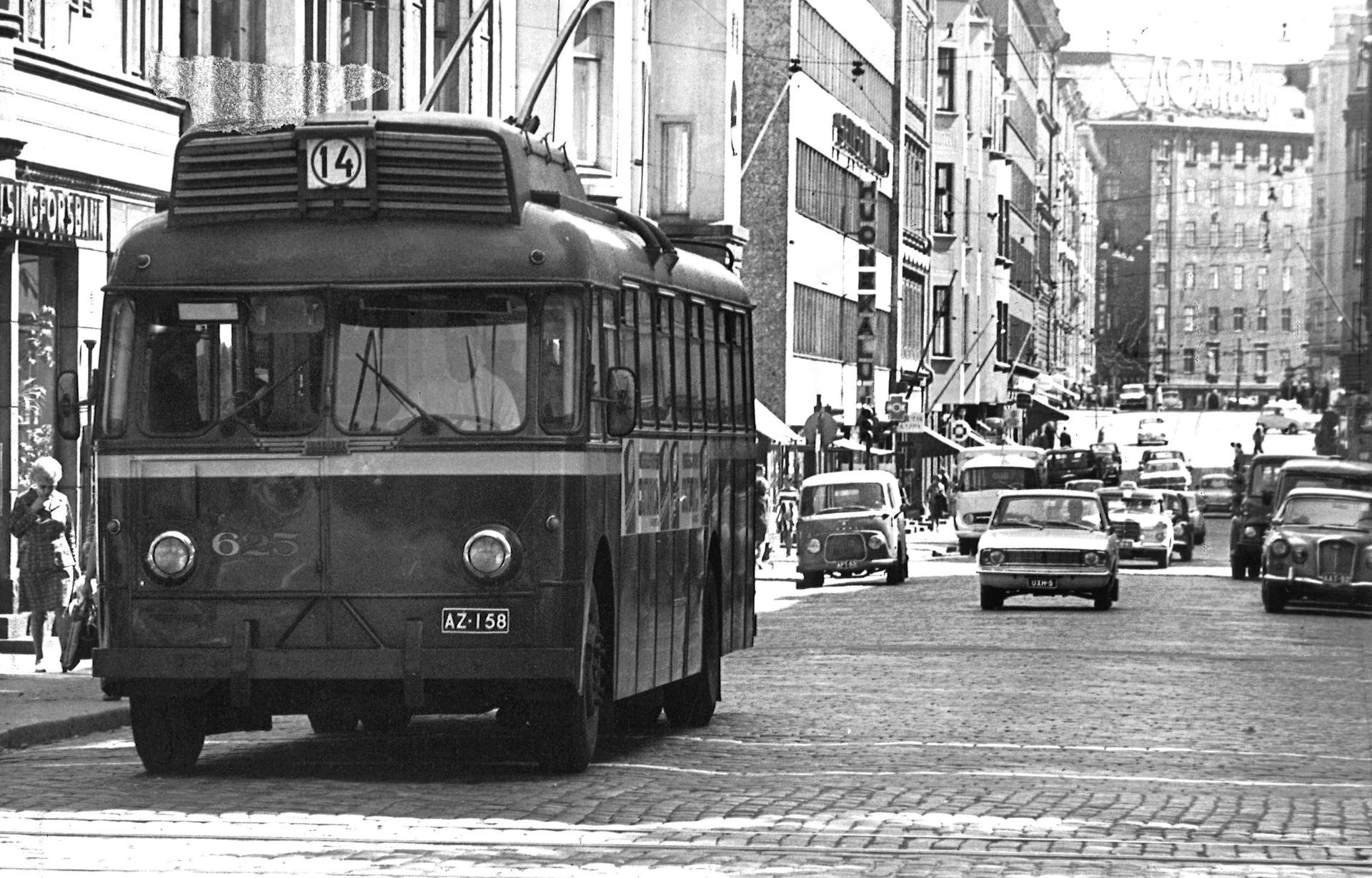
Trådbuss på Fredriksgatan på busslinje 14, 1967
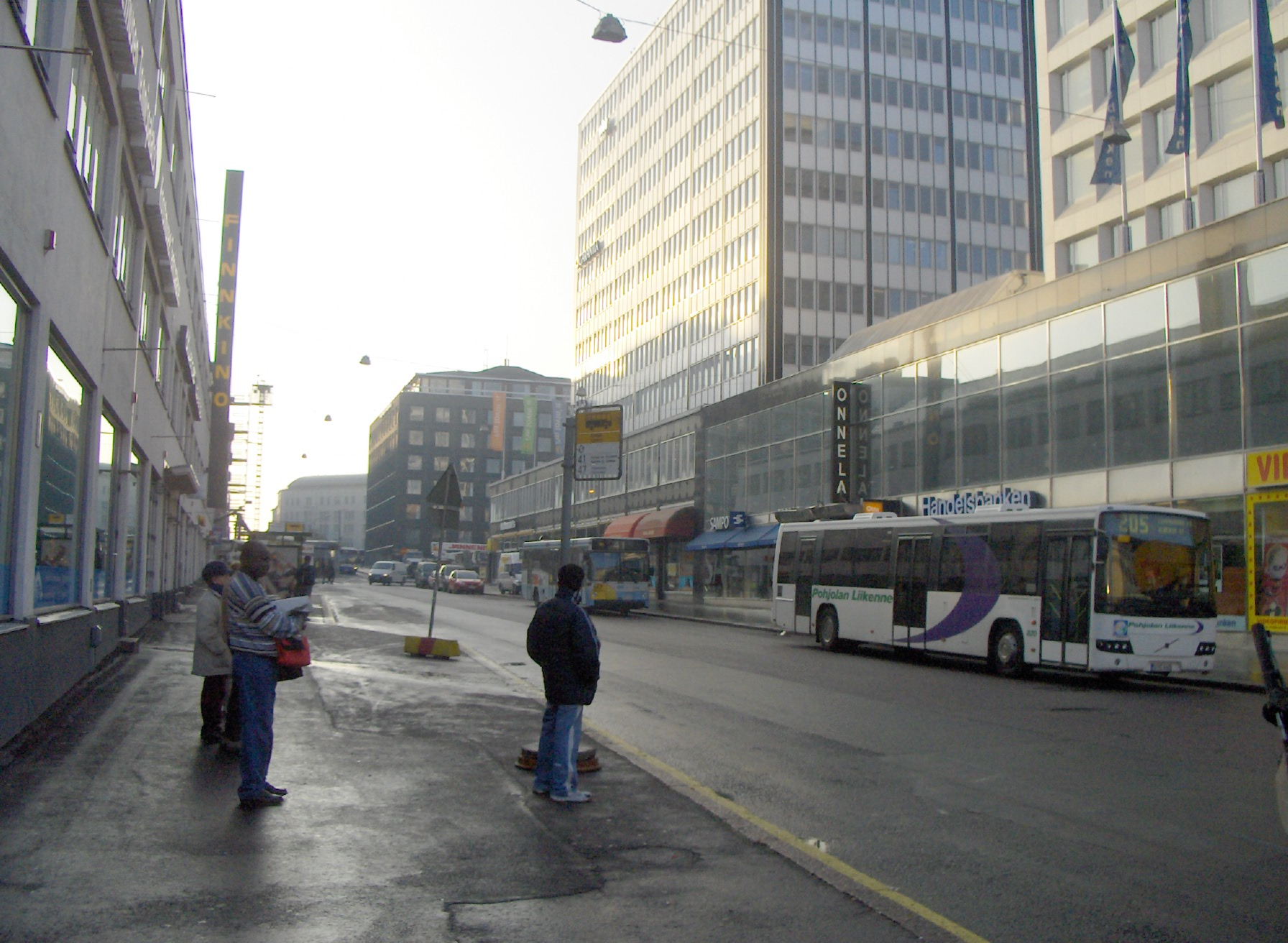
Fredriksgatan vid Kampen, med Tennispalatset till vänster, 2005
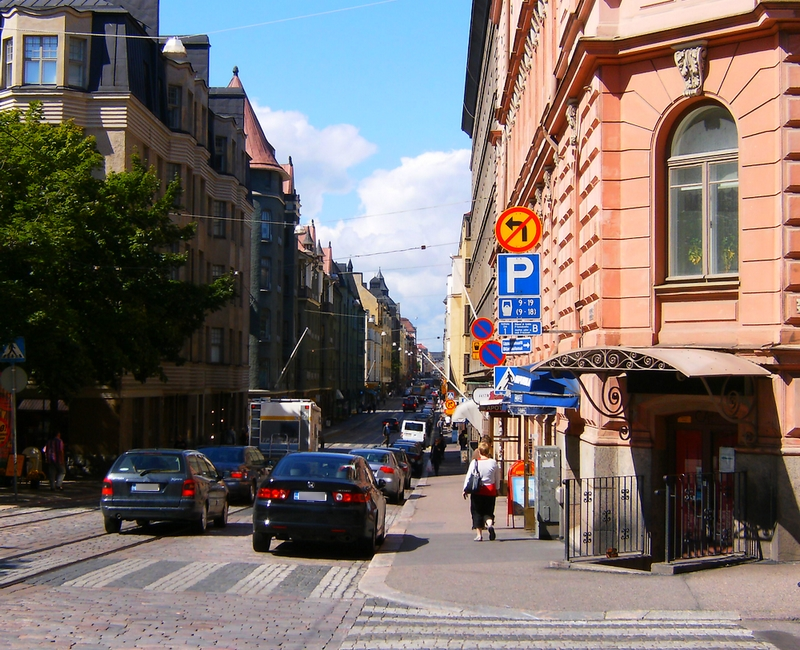
Fredriksgatans södra ände, med träd på Fredrikstorget skymtande till vänster, 2008
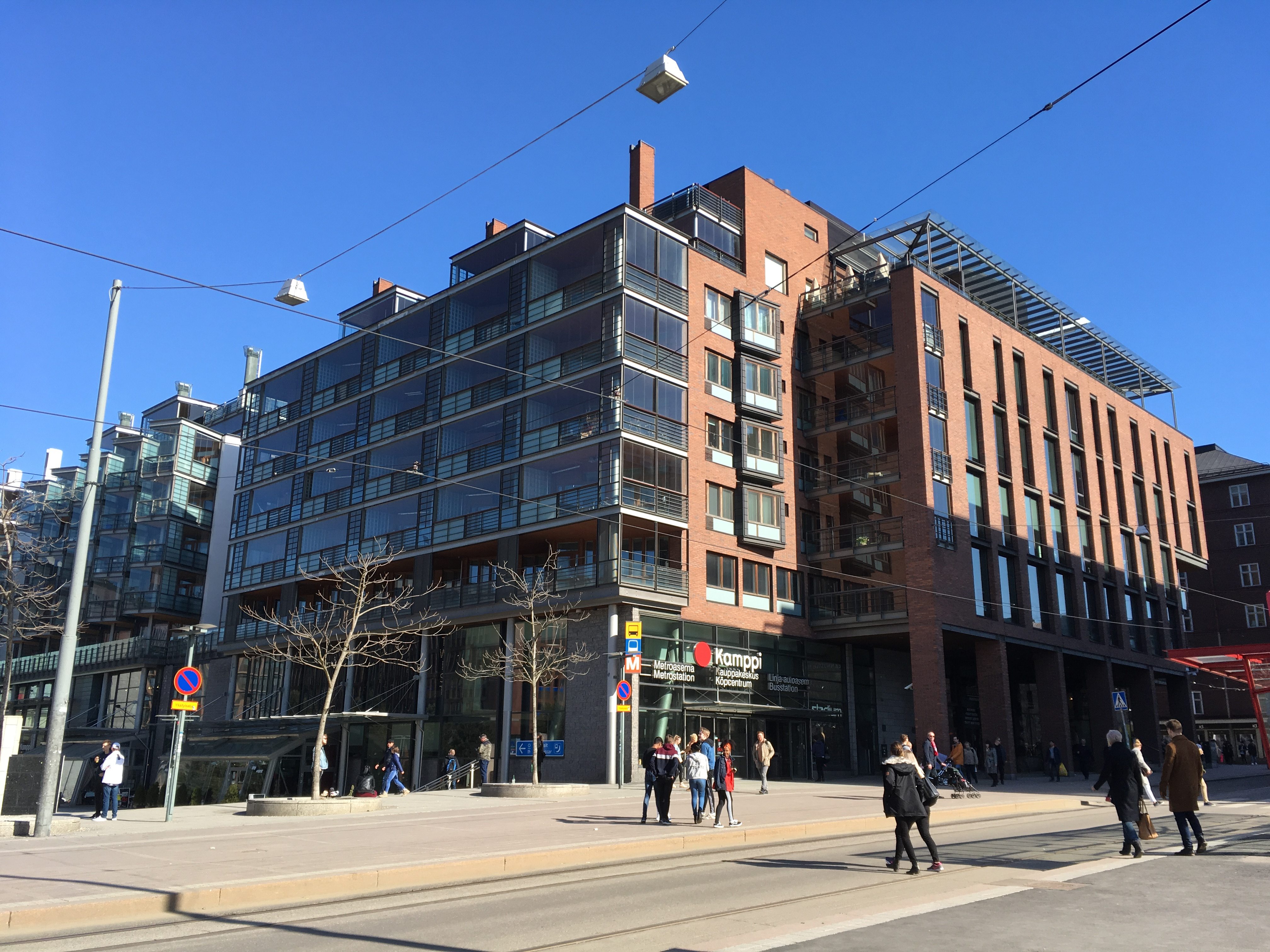
Ingången till Kampens centrum, 2018